# Митрополија либертивилско-чикашка
Митрополија либертивилско-чикашка (енгл. Metropolitanate of Libertyville-Chicago) некадашња је епархија Српске православне цркве од 2009. до 2011.

## Историја
Митрополија либертивилско-чикашка је формирана сходно одлуци Светог архијерејског сабора Српске православне цркве од 21. маја 2009. године према којој је извршена арондација тадашњих епархија Српске православне цркве: Средњозападноамеричке, Источноамеричке, Западноамеричке и Канадске Српске православне цркве у САД и Канади, као и Епархије за Америку и Канаду Митрополије новограчаничке, са извјесним преименовањима њихових назива и премјештањем сједишта. Тада су још конституисане и епархије: Новограчаничко-средњозападноамеричка, Источноамеричка, Западноамеричка и Канадска.
Митрополија либертивилско-чикашка са сједиштем у манастиру Светог Саве у Либертивилу је обухватала и Саборну цркву Васкрсења Христовог са три припадајуће парохије у Чикагу. Митрополит је био предсједник Епископског савјета Српске православне цркве у Сјеверној и Јужној Америци, као и Црквенонародног сабора и Централног савјета, и ex officio представник Српске православне цркве на подручју Сјеверне и Јужне Америке.
Након смрти митрополита Христофора Ковачевића за епископа администратора Митрополије либертивилско-чикашке је одређен патријарх српски Иринеј. Сходно одлуци Светог архијерејског сабора Српске православне цркве од 26. маја 2011. конституисана је проширена Епархија новограчаничко-средњозападноамеричка, а укинута је Митрополија либертивилско-чикашка.
У оквиру митрополије био је и Богословски факултет у Либертивилу основан у јесен 1986. године.

## Митрополит
Јерархија Либертивилско-чикашке митрополије од 2009. до 2011:
| Портрет | Име и презиме                          | Време службе |
| ------- | -------------------------------------- | ------------ |
|         | митрополит Христофор Ковачевић         | 2009—2010.   |
|         | патријарх српски Иринеј, администратор | 2010—2011.   |